# Ähre (Heraldik)

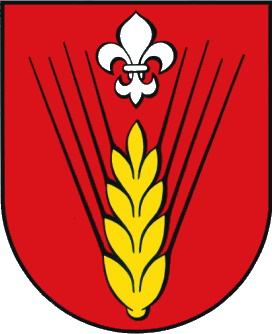
Eine Ähre als Muster im Wappen von Glasin

Die Ähre ist in der Heraldik eine gemeine Figur im Wappen und eine häufig verwendete Wappenfigur.
Dargestellt wird der Fruchtstand von Gräsern, insbesondere von Getreide, im Wappen und im Wappenfeld oder auch als Prachtstück neben oder auf dem Schild. Die Anzahl der Ähren begrenzt sich nicht auf ein bis drei Stück. Auch ist oft noch ein mehr oder weniger langer Halm an der Ähre und sollte in der Wappenbeschreibung auch Erwähnung finden. Der Halm wird dann oft zum Bündeln genutzt. Eine größere Ährenanzahl mit Halm ist eine Garbe, wenn ein einzelnes Objekt nicht mehr angesprochen werden kann. Von welchem Getreide die Ähre ist, klärt die Wappenbeschreibung, da in der Darstellung die Unterschiede (zum Beispiel Dicke des Korns, Länge der Ähre oder der Grannen) schwer erkennbar sind. Geflochtene Ähren mit Halm in Ringform werden in der Heraldik zum Ährenkranz, der eine Vielzahl von Bedeutungen hat. Die Ähre selbst deutet oft auf eine wichtige Landwirtschaft hin. Im Wappen können andere Wappenfiguren sich das Feld der Ähren teilen. Die Ähre ist auch zum Belegen einer Heroldsfigur geeignet.
Alle heraldischen Farben sind möglich, aber Gold und Silber werden bevorzugt.

Beispiele
Bonao Ähren mit langem Halm
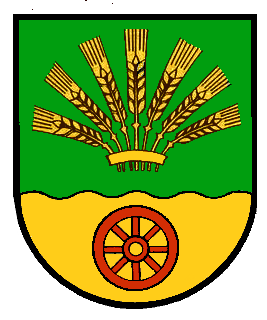
Dorste gebunden zur Garbe
Gimbsheim schwarzes Schildhaupt, von goldenen Ähren, Weintrauben und Weinblättern belegt
Grabenstetten zwei Ähren um eine Pflugschar
Kornwestheim gebunden zur Garbe
Medzilaborce Ährenkranz
Powiat Przasnyski Ähren in Feld 2 und 3
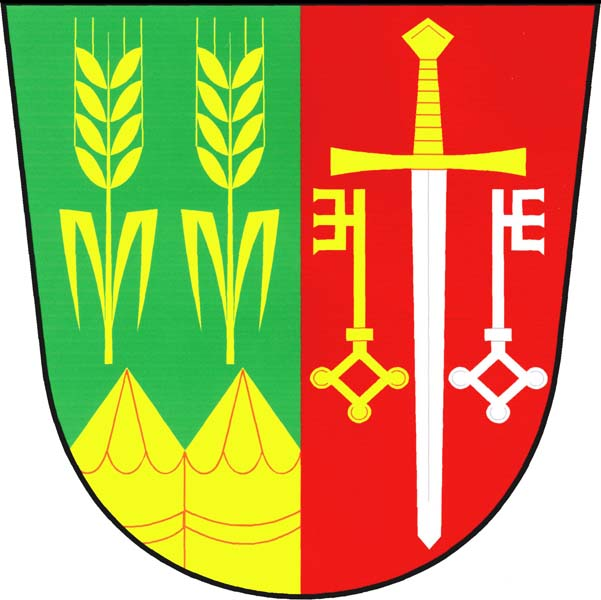
České Lhotice zwei senkrecht gestellte Ähren mit Halmblättern
St. Johann eine Ähre
Urmersbach mit Ähren belegtes Andreaskreuz
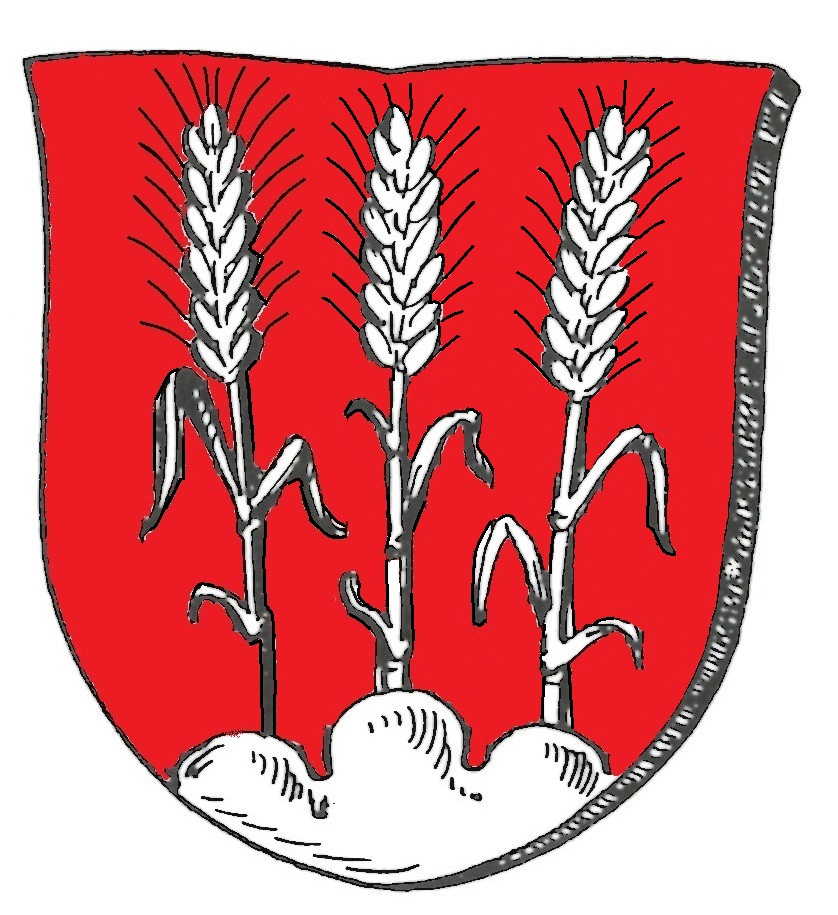
Westheim Getreideähren an aufrechten Halmen